# Musica contemporanea
Nella storia della musica, la musica classica contemporanea o, più semplicemente, musica contemporanea, è la musica composta dalla fine della seconda guerra mondiale a oggi. Può essere considerato come un genere di musica colta, a sua volta suddiviso in diversi sottogeneri e correnti che si sono sviluppati a partire dagli anni '40 fino ai giorni nostri, alla ricerca di vie al di fuori del sistema tonale in uso in Occidente dal XVII secolo.
Essa affonda le sue radici nella musica romantica, alla quale si contrappone, e nella musica moderna di inizio XX secolo (atonalità, dodecafonia, futurismo, Seconda scuola di Vienna ecc.), della quale costituisce uno sviluppo.
Il dibattito sull'uso della definizione è ancora aperto, in quanto alcuni comprendono in questa categoria tutta la musica composta ai giorni nostri, indipendentemente dallo stile adottato, mentre altri ne focalizzano l'uso sulla musica d'avanguardia. Un'altra differenza consiste nell'includere nella musica contemporanea tutta la musica composta nel XX e nel XXI secolo, oppure solo quella composta da autori viventi.
(Luciana Pestalozza, in Milano, laboratorio musicale del Novecento. Scritti per Luciana Pestalozza, 2009)
Alla musica contemporanea sono dedicati numerosi festival specializzati, come il Festival di Musica Contemporanea di Donaueschingen, la stagione concertistica dell'Ensemble InterContemporain, il Festival di Aix-en-Provence, quello di Lucerna, la rassegna Wien Modern, il Festival Ultima di Oslo, il Festival di Musica Contemporanea di Huddersfield, il Festival musicale di Aspen, il Festival di Musica Contemporanea della Sydney Symphony, il Festival della Società Internazionale per la Musica Contemporanea (SIMC), la Biennale Musica di Venezia, il Festival della Musica Contemporanea Italiana di Forlì, le rassegne Rondò di Milano, Milano Musica e Traiettorie di Parma, il Festival Pontino di Latina, il festival Tempo Reale di Firenze e il festival Nuovi Spazi Musicali originariamente di Roma, spostato recentemente ad Ascoli Piceno.
Alcuni compositori di musica contemporanea hanno scritto anche musiche per il cinema, per il teatro e per la danza.

## Sottogeneri
La musica contemporanea può essere suddivisa in due grandi periodi:
- 1945 - anni settanta: serialismo, musica elettroacustica, musica concreta, musica sperimentale, musica minimalista;
- anni settanta - oggi: musica postmoderna, neo-tonalismo, musica spettrale.

## Storia

### Il secondo dopoguerra
Il secondo dopoguerra vide la nascita dei Corsi estivi di composizione per la Nuova Musica, che si tenevano ogni due anni presso l'Istituto Internazionale per la Musica della cittadina tedesca di Darmstadt e che rivoluzionarono il linguaggio musicale del XX secolo. A dominare i corsi furono le tecniche di composizione seriale, sotto il segno del nume tutelare Anton Webern. Uno degli insegnanti più influenti nei primi anni a Darmstadt fu il francese Olivier Messiaen, che nelle sue opere accoglieva anche tecniche musicali prese a prestito da culture musicali extraeuropee, le quali venivano a far parte del suo personale linguaggio compositivo.
Fra gli allievi di Olivier Messiaen si possono annoverare alcuni tra i maggiori compositori della seconda metà del XX secolo, come:
- Pierre Boulez (attivo anche come direttore d'orchestra dedito all'interpretazione della musica contemporanea)
- Karlheinz Stockhausen (vedi anche musica elettronica)
- Luciano Berio
- Bruno Maderna
- Luigi Nono
- Mauricio Kagel (interessato soprattutto al teatro musicale sperimentale)
- Iannis Xenakis

Va segnalato che l'archivio dell'Istituto di Darmstadt conserva molto materiale importante, tra cui un'importante documentazione fotografica dei primi incontri. Le fotografie sono disponibili, a partire dal 1986, in forma digitale.
Gli anni attorno al 1950 costituiscono un altro punto di discontinuità nella storia della musica. Il critico Karl Schumann ricorda che la Wirtschaftswunder condusse ad un autentico miracolo culturale. A partire dagli anni cinquanta, la musica imbocca numerose strade alternative, tra cui ricordiamo le seguenti:
- Musica aleatoria: André Boucourechliev, John Cage, Bruno Maderna, Sylvano Bussotti
- Neodadaismo (attorno al 1968)
- Musica concreta: tra gli altri, Pierre Schaeffer, Luc Ferrari e Pierre Henry.
- Ampliamento delle tradizionali tecniche esecutive: George Crumb e il primo Krzysztof Penderecki
- Applicazione alla musica di concetti mutuati dalla matematica e dalla fisica: Iannis Xenakis
- Micropolifonia: György Ligeti
- Musica minimalista in America: tra gli altri, La Monte Young, Terry Riley, Steve Reich, Philip Glass, John Adams. In Europa, Arvo Pärt porta il minimalismo nella musica religiosa.
- In Germania: Nuova Semplicità, o "Neue Einfachheit". Tra i rappresentanti principali: Hans-Jürgen von Bose, Wolfgang Rihm
- Nuova complessità: tendenza tipicamente europea, sorta a partire dagli anni settanta con autori quali Brian Ferneyhough, Michael Finnissy e Helmut Lachenmann
- Musica spettrale, soprattutto in Francia: i parametri compositivi (l'armonia, il ritmo e la melodia) derivano da ricerche acustiche sul suono: Hugues Dufourt, Gérard Grisey, Tristan Murail. In Italia Fausto Romitelli.

### Gli anni sessanta
Gli anni sessanta ampliano enormemente il vocabolario musicale a disposizione dei compositori. La forma di ogni opera è nuova, nata spesso insieme all'opera stessa. Le tecniche strumentali vengono portate agli estremi e si può parlare con buone ragioni di musica sperimentale.
Grazie alla ventata di novità portata in Europa da John Cage, l'alea e l'indeterminazione entrano a far parte dei materiali utilizzabili in fase di composizione e di interpretazione. La Trosième sonate pour piano di Boulez, il Mobile di Henri Pousseur, Quadrivium e Aura di Bruno Maderna sono "opere aperte" (secondo la felice definizione di Umberto Eco), parzialmente ricomponibili dall'interprete.
Se Cage fa derivare dal misticismo dell'Estremo Oriente la sua poetica dell'indeterminazione e dell'ascolto, alla filosofia indiana del tempo attingono Terry Riley e LaMonte Young, padri del minimalismo, le cui opere, spesso prive di un evidente punto di inizio e di fine, sconvolgono la concezione tradizionale di ritmo e durata.
Questa decostruzione della forma tradizionale raggiunge forse il culmine, come osservavano alcuni critici al momento della prima, con Atmosphères di György Ligeti, un brano attraversato da una micropolifonia così fitta da risultare in una fascia sonora brulicante e luccicante (questo modo di comporre sarà da alcuni definito musica atmosferica, proprio in conseguenza del titolo di quest'opera). Ligeti impiega la micropolifonia anche in altre opere, come Lux Aeterna e Lontano.
Il nuovo modo di comporre richiede anche il ricorso a tecniche strumentali inedite, come modi di emissione particolari dei fiati e degli archi, arco sul ponticello, armonici, multifonici eccetera. Un campionario esemplare di nuovi suoni è contenuto nelle opere del periodo di Krzysztof Penderecki, in particolare in lavori quali De natura sonoris, Anaklasis, Utrenja. Nella Trenodia per le vittime di Hiroshima la parte dei cinquantadue strumenti ad arco non è più scritta in notazione tradizionale, ma in fasce, in cui spesso è data solo un'indicazione di massima dell'altezza.
In Italia ha il via quella che Mario Bortolotto definisce in un suo famoso libro la "Fase seconda" della Nuova Musica, con autori quali Luigi Nono, Luciano Berio, Bruno Maderna, Sylvano Bussotti, Aldo Clementi, Franco Donatoni, Niccolò Castiglioni, Franco Evangelisti, con il supporto autoriale e culturale di Franco Nonnis.
Spesso formatisi a Darmstadt, oppure influenzati dai contatti con i musicisti americani residenti a Roma, i compositori italiani tornano protagonisti della scena mondiale, dando vita a Palermo alla prima rassegna di respiro internazionale.

### Gli anni settanta
A partire dagli anni settanta, prende il via una spiccata tendenza all'individualismo, che permette ai compositori di differenziare gli stili e di muoversi liberamente tra generi e materiali eterogenei, in un'inedita riflessione su mondo e culture. Si può quindi parlare di un'epoca dominata da una pluralità di stili, niente affatto monolitica, in cui è forte l'impegno sociale e intellettuale dei compositori.
Ad esempio, György Ligeti inizia a fondere influenze tratte dalla musica di culture ed epoche diverse, in un pastiche stilistico non privo di ironia. Mauricio Kagel porta la teatralità in una musica spesso estremamente godibile. Salvatore Sciarrino adotta un linguaggio rarefatto, come imbastito di silenzi, in contrasto con il linguaggio, normalmente fittissimo, dell'avanguardia. Franco Donatoni, conclusa la fase di dedizione all'alea (o indeterminazione), si avvia verso la riscoperta dell'invenzione attraverso l'uso di codici combinatori e di permutazione. Luciano Berio, infine, riprende il discorso di Bartók, arricchendolo con le riflessioni di Claude Lévi-Strauss e James Joyce, e fa confluire elementi provenienti da svariate culture (inclusa quella popolare) in un linguaggio musicale estremamente nuovo e complesso.
Negli Stati Uniti il gruppo dei minimalisti (Steve Reich, Terry Riley, Philip Glass, LaMonte Young, e in Inghilterra Gavin Bryars, Michael Nyman) percorre una strada nuova, del tutto originale, in cui la musica è basata sulla ripetizione di brevi frasi che tendono a raggelare il tempo (come nel caso di Glass, che collabora spesso con il regista teatrale Robert Wilson e il regista cinematografico Godfrey Reggio) o a sottolineare l'idea di una trasformazione continua, mettendo così in primo piano il processo musicale (come nelle opere di Reich).
Nel minimalismo statunitense si ritrovano sia le influenze dell'India e dell'Estremo Oriente, con le loro concezioni del tempo così diverse da quelle dell'Occidente, che un certo meccanicismo modernistico tipico delle avanguardie della prima metà del secolo (Mossolov, Prokof'ev, Honegger, Bartók...).
Nelle sue continue sperimentazioni, anche György Ligeti arriva a risultati simili nelle sue opere del periodo, in particolare nel Kammerkonzert, e nel Secondo Quartetto per archi. Episodi di ripetitività si trovano anche nelle opere di Harrison Birtwistle e Luciano Berio (Points on the curve to find, Coro).

### Gli anni ottanta
Il decennio che vede la fine del sistema politico dell'Europa Orientale e l'apertura dell'Occidente ad altre culture segna l'avvio di un periodo di crisi generale, che indebolisce le idee e le ideologie nate nel secondo dopoguerra. I protagonisti della Neue Musik (nati a metà degli anni venti) sono ormai anziani e pertanto consolidano il loro linguaggio senza più fornire nuovi stimoli. Allo stesso tempo, non sembra verificarsi un ricambio generazionale capace di porre fine alla crisi e di dare alla musica quel forte impulso di rinnovamento che sembra essere ormai necessario.
Fin dai tardi anni settanta, Boulez è fortemente impegnato nella direzione dell'IRCAM, il centro di ricerche sulla musica e l'acustica fondato a Parigi insieme a Luciano Berio (già impegnato presso lo studio di Fonologia della Rai di Milano) e Andrew Gerszo. Le sue opere nate dalla collaborazione con l'istituto, Répons e Dialogue de l'ombre double, vedono l'utilizzo dello spazio come parametro compositivo, quasi un'ideale prosecuzione dei procedimenti policorali sviluppati dai Veneziani nel tardo Rinascimento. In Répons il dialogo tra strumenti reali e computer assume una forma modernamente "responsoriale".
Il collegamento ideale con un passato, rimeditato insieme al filosofo e librettista Massimo Cacciari, è tanto più forte nell'opera elettroacustica del veneziano Luigi Nono, in particolar modo in Prometeo - Tragedia dell'ascolto. In quest'opera, in cui interpreti e pubblico sono racchiusi in una struttura lignea progettata da Renzo Piano, che funge da ambiente di ascolto "virtuale", il suono viene emesso da vari punti e si propaga attraverso percorsi preordinati nell'aria e nei solidi, mediante il movimento costante degli interpreti, e i sistemi elettroacustici elaborati dal CSC (Centro di Sonologia Computazionale) dell'Università di Padova.
Al contrario, il pioniere dell'elettronica Karlheinz Stockhausen, sfuggito dalle gabbie di un freddo razionalismo fin dai primi anni settanta, continua ad approfondire i suoi rapporti con il misticismo e le religioni, dando il via alla composizione del gigantesco ciclo di teatro musicale Licht, quasi una sorta di novello Ring wagneriano.
Analogo ripiegamento in un mondo interiore, seppur meno appariscente di quello messo in opera da Stockhausen, avviene negli italiani Franco Donatoni e Aldo Clementi. Se il primo si avventura in un labirinto alchemico-matematico dove scrittura automatica e complesse formule costruttive si fondono in un linguaggio insieme criptico e ironico, il secondo prosegue nella sua strenua ricerca sui procedimenti a canone con opere dalla polifonia intricatissima e di durata molto estesa.

### La ricerca di una "nuova chiarezza"
La crisi degli anni ottanta porta, nel decennio successivo, alcuni autori ad un tentativo di ritorno al passato, invocando il fallimento delle esperienze dell'avanguardia. Negli Stati Uniti fin dai primi anni settanta era nato il movimento Neoromantico, parallelamente alla Nuova Semplicità (Neue Einfacheit) tedesca, di cui Wolfgang Rihm è il rappresentante di punta. Interprete assai originale di questa riscoperta dell'espressività è il franco-canadese Claude Vivier, già allievo di Stockhausen e autore di musiche di particolare lirismo.
In Italia si assiste allo sviluppo di un neotonalismo relativamente integrale che vede i suoi più noti rappresentanti in alcuni compositori della generazione della metà degli anni '50, quali il torinese Lorenzo Ferrero e i milanesi Marco Tutino e Giampaolo Testoni.
Una strada particolare percorre, altresì, George Benjamin, che riporta nella musica seriale il concetto di intelleggibilità armonica. Nel suo At first lights, due accordi e una nota "polare" danno la forma all'intera opera, creando un percorso armonico trasparente e chiaramente comprensibile.
In Francia, invece, fin dai tardi anni settanta Hugues Dufourt, Gérard Grisey, Michaël Lévinas e Tristan Murail, in opposizione alla scuola seriale guidata da Pierre Boulez, fondano il movimento spettrale, basando il loro linguaggio sull'analisi dei fenomeni fisici del suono piuttosto che su rapporti numerici astratti. Anche in questo caso viene riabilitata l'intelleggibilità delle verticalità, ovvero degli agglomerati armonici.
In Italia Salvatore Sciarrino recupera alla musica una sua fisicità, una materialità del suono che la sottrae al rischio dell'astrattezza.

### Gli anni novanta
A caratterizzare il decennio è sicuramente l'acquisizione di nuove tecniche e tecnologie, grazie alla diffusione del computer. Il software musicale esce dai grandi centri di ricerca (quali i CCRMA o l'Ircam, il GRM o il CSC) e permette ad ogni compositore di realizzare nel proprio studio opere di musica elettronica. La stessa modalità compositiva ne viene influenzata, con un largo impiego dell'improvvisazione.
Molte tecniche della computer music "colta" passano a giovani musicisti di estrazione "pop", non di rado disc jockey con il gusto della sperimentazione, che si esibiscono con un computer portatile in serate di laptop music, in cui vengono fusi diversi generi musicali. Questo movimentismo trova la sua espressione anche in forme di impegno sociale che si collegano sempre più indissolubilmente a musicisti e cantanti, anche in difesa della propria creatività.
Parallelamente, proprio nel decennio in cui muore uno dei suoi padri, Gérard Grisey, si diffonde la musique spéctrale (corrente nata in Francia in cui gli autori si servono del computer per l'analisi dei timbri, che è alla base delle opere) fino al punto di diventare oggetto di un nuovo accademismo, con annessi e connessi. I nuovi autori fondono diverse esperienze per creare una musica nuova, come Marc-André Dalbavie, partito dalla musica spettrale e passato attraverso il minimalismo e la serialità, o Kaija Saariaho, che sembra riscoprire il gusto timbrico degli impressionisti, in special modo nella sua produzione operistica.
In Italia va ricordato Fausto Romitelli, allievo di Gérard Grisey e di Hugues Dufourt, che elabora il linguaggio spettrale appreso in Francia alla luce di suggestioni provenienti dall'area della dance elettronica, dapprima collaborando con il festival milanese Nuove Sincronie, insieme al compositore Pietro Borradori, poi fondando nel 2002 l'Associazione Sincronie insieme ai compositori Riccardo Nova, Massimiliano Viel e Giovanni Verrando, ai quali si aggiunge in seguito il direttore d'orchestra Giorgio Bernasconi.
Tra i compositori italiani attivi negli anni novanta e nel decennio successivo vanno ricordati anche i compositori Luca Francesconi (fondatore del centro milanese per la musica elettronica Agon e direttore della Biennale Musica di Venezia dal 2008), Ivan Fedele (direttore della Biennale Musica di Venezia dal 2012), Giorgio Battistelli, Marco Betta, Carlo Boccadoro, Fabrizio De Rossi Re, Lucio Garau, Stefano Gervasoni, Adriano Guarnieri, Tiziano Manca, Alessandro Solbiati e Fabio Vacchi.

## Didattica musicale
La musica contemporanea nasce con una vocazione didattica, partendo dalle esperienze di Schönberg, passando per Darmstadt, per arrivare alle forti esperienze formative dell'Ircam, del centro Acanthes ad Avignone, dell'Accademia Musicale Chigiana (Siena), della Julliard School a New York, di Aspen e Tanglewood.
In Italia si rivela particolarmente attivo Franco Donatoni, che forma una schiera di giovani autori dal solido mestiere, in particolare nella cornice dell'Accademia Musicale Chigiana, quali Paolo Aralla, Roberto Carnevale, Pascal Dusapin, Armando Gentilucci, Stefano Gervasoni, Sandro Gorli, Ruggero Laganà, Magnus Lindberg, Giuseppe Sinopoli, Alessandro Solbiati, Fausto Romitelli, Pietro Borradori, Esa-Pekka Salonen, Javier Torres Maldonado, Giovanni Verrando.
Donatoni segue le tracce del suo maestro Goffredo Petrassi, per le cui mani passano lo stesso Solbiati, Claudio Ambrosini, Ivan Fedele e i più anziani Aldo Clementi, Robert W. Mann ed Ennio Morricone.
Un altro insigne didatta è Giacomo Manzoni, tra gli allievi del quale si annoverano Adriano Guarnieri, Fabio Vacchi, Pietro Borradori, Riccardo Nova.
Bruno Bettinelli è considerato, oltre che uno dei maggiori compositori del '900 italiano, con una grande produzione che va dalla musica strumentale a quella sinfonica e alla musica corale a cappella, anche uno dei maggiori didatti italiani: molti sono i massimi musicisti del secondo Novecento da lui formati, come Claudio Abbado, Bruno Canino, Aldo Ceccato, Riccardo Chailly, Azio Corghi, Armando Gentilucci, Riccardo Muti, Angelo Paccagnini, Maurizio Pollini, Uto Ughi e molti altri, non solo nell'ambito della musica colta. Sua allieva è stata anche la cantautrice italiana Gianna Nannini.
A New York, nell'ambito della Julliard School e sotto la guida di Luciano Berio, si formano Steve Reich, Luca Francesconi.

## Festival
- Festival Internazionale di Musica Contemporanea, Venezia
- Festival di Musica Contemporanea Cameristica Italiana, Forlì.